# Banza Mukalay
Pour les articles homonymes, voir Banza.
Baudouin Banza Mukalay Nsungu est un homme politique du Congo-Kinshasa né le 2 janvier 1953 à Mbandaka et mort le 14 mai 2016  à Kinshasa.
Il a été vice-président du Mouvement populaire de la révolution (MPR) et a participé à la transition démocratique dans les années 1990. Il a été ministre des Relations avec le Parlement, ministre de l’Information et de la Presse, ensuite ministre des Mines dans le gouvernement Kengo en 1996 et 1997 et ministre des Mines et de l’Énergie du gouvernement Likulia en 1997.
En 2005, il est nommé vice-ministre de la Coopération internationale du gouvernement de transition. En 2012, il est nommé ministre de la Jeunesse, des Sports, de la Culture et des Arts du gouvernement Matata I et conserve le poste de ministre de la Culture et des Arts dans le gouvernement Matata II en 2014 jusqu’à son décès le 14 mai 2016.

## Biographie
Banza est né le 2 janvier 1953 à Mbandaka de parents originaires de Malemba Nkulu au Katanga.
Il donne des cours de français de 1975 à 1980 et est encadreur de colonies de vacances de 1977 à 1980. Il obtient son diplôme en langue et littérature française à l’UNAZA campus de Lubumbashi en 1979.
Il travaille ensuite en tant que journaliste au journal Mjumbe.
Il est élu commissaire du peuple en 1982 et sera réélu en 1987.
Dans les années 1990, lors de la transition démocratique du Zaïre, il est nommé ministre des Relations avec le Parlement, ministre de l’Information et de la Presse. Il est ensuite ministre des Mines dans le gouvernement Kengo en 1996 et 1997 et ministre des Mines et de l’Énergie du gouvernement Likulia en 1997.
Il est nommé vice-ministre des Travaux publics et Infrastructure en juin 2003.
Il est nommé vice-ministre de la Coopération internationale, remplaçant Christian Kambinga à ce poste par le décret no  5/159 du 18 novembre 2005, portant Réaménagement du gouvernement de la transition.
Il est ensuite ministre de la Jeunesse, des Sports, de la Culture et des Arts du gouvernement Matata I selon l’ordonnance no   12/0041, et conserve le poste de ministre de la Culture et des Arts dans le gouvernement Matata II le 7 décembre 2014.
Banza Mukalay meurt le 14 mai 2016, à l'âge de 63 ans, des suites d'une maladie à la Clinique Ngaliema-Center de Kinshasa.